# Conway Ice Ridge
Conway Ice Ridge är en bergstopp i Antarktis. Den ligger i Västantarktis. Inget land gör anspråk på området. Toppen på Conway Ice Ridge är 417 meter över havet.
Terrängen runt Conway Ice Ridge är platt. Trakten är obefolkad. Det finns inga samhällen i närheten.